# Grammoechus bipartitus
Grammoechus bipartitus là một loài bọ cánh cứng trong họ Cerambycidae.